# Swaledale
Swaledale és una població dels Estats Units a l'estat d'Iowa. Segons el cens del 2000 tenia 174 habitants.

## Demografia
Segons el cens del 2000, Swaledale tenia 174 habitants, 75 habitatges, i 48 famílies. La densitat de població era de 268,7 habitants/km².
Dels 75 habitatges en un 29,3% hi vivien nens de menys de 18 anys, en un 57,3% hi vivien parelles casades, en un 4% dones solteres, i en un 36% no eren unitats familiars. En el 30,7% dels habitatges hi vivien persones soles el 17,3% de les quals corresponia a persones de 65 anys o més que vivien soles. El nombre mitjà de persones vivint en cada habitatge era de 2,32 i el nombre mitjà de persones que vivien en cada família era de 2,96.
Per edats la població es repartia de la següent manera: un 24,7% tenia menys de 18 anys, un 10,9% entre 18 i 24, un 23,6% entre 25 i 44, un 20,7% de 45 a 60 i un 20,1% 65 anys o més.
L'edat mediana era de 38 anys. Per cada 100 dones de 18 o més anys hi havia 104,7 homes.
La renda mediana per habitatge era de 28.906 $ i la renda mediana per família de 34.167 $. Els homes tenien una renda mediana de 25.000 $ mentre que les dones 17.917 $. La renda per capita de la població era d'11.710 $. Entorn del 4,2% de les famílies i el 5,2% de la població estaven per davall del llindar de pobresa.

## Poblacions més properes
El següent diagrama mostra les poblacions més properes.